# Brave Raideen
Brave Raideen (яп. 勇者ライディーン Ю:ся Раиди:н, «Храбрый Рэйдин») — японский аниме-сериал, выпущенный студией Tohokushinsha. Транслировался по телеканалу TV Asahi с 4 апреля 1975 по 26 марта 1976 года. Всего выпущено 50 серий аниме. На основе сериала были выпущены 2 сиквела: Chouja Raideen в 1996 году и Reideen в 2007 году. Само слово Raideen было образовано от имени борца сумо Райдэна Тамээмона.

## Сюжет
После 12 000 лет покоя снова пробуждается злая империя демонов, которая намеревается захватить контроль над Землёй. Опасность чувствует робот, созданный когда-то на утонувшем континенте Му и, чтобы предотвратить катастрофу, отправляется к японскому мальчику по имени Акира, который является потомком древнего народа Му. Мальчику будет помогать Мари Сакурано, дочь гениального профессора и друзья из футбольного клуба. Вместе они должны победить агрессоров и спасти Землю.

## Reideen the Superior
Сюжет значительно отличается от оригинала. Главными героями становятся 5 подростков, которые были избраны «божественными перьями». Они образуют команду Райдинов, которые сражаются с супер-демонами, которые стремятся найти «Камни Зодиака», чтобы разбудить Бога Райдина. Помимо этого они работают в агентстве женщины по имени Рэйко Амакаи, которая хочет сделать из них популярную идол-группу. В городе, где живут Райдины, также живёт популярная певица Кирари Сайдзё. Райдин Орёл Хисё замечает, что она похожа на его девушку Рури Миясаку, которая попала в кому после падения с крыши. Помимо Хисё Райдинами являются Эйс Ханэда — самый первый пробудившийся Райдин, бывший бандит из Нью-Йорка, Икадзути Такаги, мечтающий стать комедиантом, сын мечника Гинга Торикай и юный миллионер Хаятэ Отори. В 14 серии оказывается, что они не единственные Райдины, а существует ещё пятеро. Их альтер эго на земле — рок-группа под названием «Сердца». Именно от них Первая пятёрка Райдинов узнаёт о камнях, однако у главы супер-демонов Лушу на тот момент уже было 10 камней. Вскоре выяснилось, что у Кирари есть некая сила, и Райдины и Лушу уверены, что последний камень в теле Кирари, однако оказывается он в Рури, которая попала в руки Лушу. Ему удаётся пробудить Бога Райдина, битва Райдинов с Лушу оканчивается глобальной катастрофой.

## Роли озвучивали
- Акира Камия — Акира Хибики
- Осаму Итикава — Принц Сахин
- Макото Косака — Мари Сакурано
- Тайти Котоэ — Урара Асука
- Макио Иноэ — Рики Дзингудзи
- Кэйсукэ Ямасита — Дан Арайсо
- Такако Сасуга — Коппэ
- Дзюмпэй Такигути — Барао Ётэй
- Итиро Муракоси — Итиро Хибики
- Кохэй Мияути — Кюдзо Хибики
- Мисако Хибино — Рэйко/Принцесса Лемурия
- Сёдзиро Кихара — Дайсабуро Хигасияма
- Хироя Исимару — Гильдин

## Влияние
- В декабре 1994 года после массового теракта в токийском метро полиция при обыске штаб-квартиры Аум Синрикё нашли памфлет, включающий музыку «Храбрый Зарин» — аллюзию на Brave Raideen[2].
- Стиль и названия роботов во многом схожи с поздним аниме-сериалом — RahXephon. По словам режиссёра Ютаки Идзубути, эти совпадения не случайны и создавались преднамеренно[3][4].